# Universidade Nacional de Entre Ríos

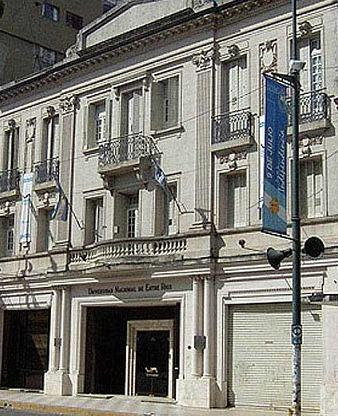
Edifício da Reitoria de Concepción del Uruguay

A Universidade Nacional de Entre Ríos (Universidad Nacional de Entre Ríos, UNER) é uma universidade pública argentina
Fundada pela lei  20.366 de 10 de maio de 1973, como parte do programa de reorganização da educação superior que levaria a fundação das universidades de  Jujuy, La Pampa, Lomas de Zamora, Catamarca, Luján, Misiones, Salta, San Juan, San Luis e Santiago del Estero.
Está situada nas cidades de Concepción del Uruguay, Paraná, Oro Verde e Concordia (Província de Entre Ríos)
Conta em seus vários cursos com mais de 12.000 estudantes.